# 久保信
久保 信（くぼ まこと、1903年8月19日 - 1991年6月29日）は、日本の男性フィギュアスケート選手（男子シングル）。北海道出身。明治大学政治経済学部卒。
第1回全日本選手権（1929年度）の優勝者である。

## 経歴
札幌商工会議所会頭を務めた久保兵太郎の三男として北海道に生まれる。札幌商業学校時代の1923年、日本スケート会（日本スケート連盟の前身の一つ）主催のフィギュアスケート選手権に出場。明治大学に入学し、1926年から1930年（1927年は中止）まで日本学生氷上競技選手権（インカレ）で4大会連続2位となる。同大会の1928年から1930年までの優勝者は、金子諭吉（慶大）であった。
1929年のフィギュアスケート選手権（日本スケート会主催）では、金子を抑えて優勝する。同年日本スケート連盟が発足し、同連盟の主催で翌1930年1月に開催された第1回全日本フィギュアスケート選手権では、規定では4位だったが、得意の自由で首位の金子を逆転、第一回の全日本王者となった。独学でスケートを始め、「欧米のレベルにあるのは自由演技での久保だけ」と当時の新聞で評価された。
大学卒業後は帰郷して競技からも離れる。1932年のレークプラシッドオリンピックの候補にも選ばれたが、辞退している。
戦後は北海道スケート連盟の会長をつとめた。1954年スピードスケート世界選手権の札幌での開催を実現させた。
1991年6月29日、急性肺炎のため87歳で死去。
劇作家の久保栄は実兄、画家の久保守は実弟。

## 主な戦績
| 大会/年      | 1929-30 |
| ------------ | ------- |
| 全日本選手権 | 1       |